# Die Panne
Die Panne (en alemany, "el trencament" o "l'avaria") és una novel·la de 1956 de l'escriptor suís Friedrich Dürrenmatt. Narra la història d'un viatger que, quan el seu cotxe s'avaria, és convidat a sopar per un antic jutge, després del qual es produeixen els malsons. L'obra es va escriure inicialment com a radiotaetre, però es va adaptar a la prosa gairebé immediatament. Va guanyar el premi Veterans de Guerra Cecs de 1956 a la millor obra de ràdio i el premi literari del diari Tribune de Lausanne.

## Argument
Alfredo Traps és un representant de vendes que se li avaria el cotxe durant un viatge a províncies, i troba allotjament per a la nit a casa d'un jutge jubilat. L'amfitrió convida Traps a participar en un joc que el jutge i els seus tres amics –ex fiscal, advocat de defensa i penjat públic– juguen durant el sopar. El joc en qüestió és un simulacre de judici en què Traps serà l'acusat. Durant l'interrogatori creuat, transcorre que pot haver provocat la mort del seu cap amb un atac de cor. També va mantenir una relació amb la dona del cap. El fiscal, a continuació, acusa Traps d'assassinat premeditat. Després d'escoltar arguments de conclusió, el jutge condemna Traps a mort. Els agents de justícia jubilats després agraeixen Traps per ser un bon esportista, i demanen a l'ex botxí que escorti el convidat a dalt de la seva habitació. Més tard, quan lliuren el veredicte escrit a l'habitació de Traps, descobreixen que s'ha penjat ell mateix.

## Inspiració
En una entrevista de 1960 amb Jean-Paul Weber, Dürrenmatt va dir que estava inspirat en un relat de Guy de Maupassant però que no podia recordar quin. Peter Spycher va intentar identificar la història i va suggerir que "Le Voleur" al volum Mademoiselle Fifi podria ser el que Dürrenmatt tenia al cap. Armin Arnold també va suggerir que una altra fons d'inspiració era la novel·la d'Edgar Wallace The Four Just Men, publicada el 1905.

## Versions
L'obra es va escriure inicialment com una obra de ràdio, però Dürrenmatt la va adaptar a la prosa gairebé immediatament. La diferència principal entre les dues versions és la finalització. Traps s'aixeca al matí, recull el seu cotxe reparat i s'allunya totalment despertat pel judici de l'última nit. En la versió en prosa, es penja després d'haver rebut la seva condemna a mort, deixant consternats els vells que ha dut el joc massa lluny i ha arruïnat la seva vetllada perfecta. El 1979, Dürrenmatt va tornar a reeditar el material, aquesta vegada per a escenaris. Al final, Traps rep dos veredictes: un "metafísic" de culpabilitat i un "jurista" d'innocència. El jutge li permet decidir quin prefereix. Traps acaba disparant-se i penjant-se.

## Adaptacions

### Escenari
- The Deadly Game (1960, obra estatunidenca James Yaffey)
- Shantata! Court Chalu Aahe (Silenci! El tribunal és en funcionament) (1967, obra en marathi escrita per Vijay Tendulkar)

### Cinema i televisió
- Die Panne (1957 telefilm alemany digigit per Fritz Umgelter)
- Shantata! Court Chalu Aahe (Silenci! El tribunal és en funcionament) (1971,telefilm en marathi dirigit per Satyadev Dubey)
- La più bella serata della mia vita (1972, pel·lícula italiana dirigida per Ettore Scola)
- Avariya (1974, telefilm soviètic dirigit per Vytautas Žalakevičius)
- The Deadly Game (1982, telefilm britànico-estatunidenc dirigit per George Schaefer basat en l'obra de James Yaffey)
- Male Nilluvavarege (2015, pel·lícula en kannada dirigit per Mohan Shankar)